# Raleigh-Durham International Airport
Raleigh-Durham International Airport (IATA: RDU, ICAO: KRDU, FAA LID: RDU) är en allmän internationell flygplats belägen sju km nordost om Morrisville i Wake County, North Carolina, USA. 

## Historia
Regionens första flygplats öppnades 1929 som Raleigh s Municipal Airport, strax söder om vad som är Raleigh centrum idag. Flygplatsen växte snabbt och 1939 börjades planerna med en ny och större bekvämare flygplats för både Raleigh och Durham. Detta gjorde att Eastern Air Lines, med dåvarande ordföranden Eddie Rickenbacker försökte göra Raleigh-Durham till ett stopp på flygbolagets New York-Miami rutt.
Den nya Raleigh-Durham Airport öppnades för kommersiell trafik den 1 maj 1943 med flygningar av Eastern Airlines. Passagerarterminalen byggdes av material som blev över efter byggandet av fyra baracker för arméflygvapen Army Air Forces Air Technical Service Command airfield. De tre banor flygplatsen hade 1951 är fortfarande synliga på den sydöstra sidan av flygplatsen.
Efter andra världskriget började Capital Airlines flyga från Raleigh-Durham och 1948 kom Piedmont Airlines. I april 1957 visade Official Airline Guide 36 avgångar per dag: 20 med Eastern Air Lines, åtta med Capital Airlines och åtta med Piedmont Airlines. Nonstop flygningar nådde inte längre än Washington, Atlanta, eller Appalachians (men Eastern Air Lines startade en nonstop till Newark 1958). Raleigh-Durhams första schemalagda jetflygning var inte förrän 1965.
Nästa flygbolag att börja flyga från Raleigh-Durham var Delta Air Lines 1970. Allegheny Airlines kom 1979 och 1985 kom Trans World Airlines, American Airlines, Ozark, People Express, New York Air, och Pan Am.
American Airlines byggde en egen terminal på Raleigh-Durham Airport mellan åren 1985 och 1987 för att starta en ny hub (nav). Raleigh-Durham huben drivs med förlust även under sin storhetstid i början av 1990, vilket också samtida nord-syd nav i Nashville International Airport och San Jose International Airport gjorde. Navets trafik nådde en topp år 1991 och sedan minskade verksamheten successivt och 1995 övertog American Eagle vissa flygningar med deras turbopropplan och andra flygningar avslutade helt (såsom nonstop till Orly flygplatsen i Paris). Midway Airlines ersättas American Airlines som nav på flygplatsen mellan 1995 och 2003. 
American Airlines behöll den dagliga nonstop flygningen till London, som ursprungligen lanserades till Gatwick Airport i maj 1994 med en Boeing 767-200ER. Linjen trafikeras än idag, delvis beroende på de behov som regionens affärsresenärer som har stora baser i drift i västra London nära Heathrow flygplats och i Research Triangle Park nära Ralegih-Durham Airport. Den 29 mars 2008 flyttade American Airlines sina Londonflyg till den större och mer centralt belägna Heathrow flygplatsen. Raleigh/Durham-London flighten flygs nu av en Boeing 767-300ER.

## Flygbolag & Destinationer
| Flygbolag          | Destinationer | Terminal |
| ------------------ | --- | -------- |
| Air Canada         | Toronto | T2       |
| American Airlines  | Chicago-O’Hare, Dalla-Fort Worth, London-Heathrow, Los Angeles (start april 2013), Miami, New York-JFK, New York-La Guardia, Washington-Reagan                                                                            | T2       |
| Delta Air Lines    | Atlanta, Baltimore/Washington, Boston, Cincinnati, Columbus, Detroit, Hartford, Indianapolis, Los Angeles, Memphis, Minneapolis/St. Paul, New York-JFK, New York-La Guardia, Orlando, Tampa-St. Petersburg Säsong: Cancun | T2       |
| Frontier Airlines  | Trenton-Mercer County | T2       |
| jetBlue Airways    | Boston, Fort Lauderdale, New York-JFK | T2       |
| Southwest Airlines | Atlanta, Baltimore/Washington, Chicago-Midway, Denver, Fort Lauderdale, Houston-Hobby, Las Vegas, Nashville, Orlando, Phoneix, St. Louis, Tampa-St. Petersburg                                                            | T1       |
| United Airlines    | Chicago-O`Hare, Houston-Bush, Newark, San Francisco, Washington-Dulles | T2       |
| US Airways         | Charlotte, Philadelphia, Pittsburgh | T2       |